# Anthurium lehmannii
Anthurium lehmannii är en kallaväxtart som beskrevs av Adolf Engler. Anthurium lehmannii ingår i släktet Anthurium och familjen kallaväxter. Inga underarter finns listade.